# Världens bästa servitris (sång)
Världens bästa servitris, skriven av Mikael Wendt och Christer Lundh, är en dansbandslåt som i inspelning av Lotta & Anders Engbergs orkester låg på Svensktoppen under perioden 7-21 april 1991. Melodin låg på Lotta & Anders Engbergs orkesters studioalbum "Världens bästa servitris" Världens bästa 1991 , och finns även på samlingen "Världens bästa Lotta" från 2006 av Lotta Engberg.
Sången är också känd efter inledningsorden Här i stan ligger ett kondis nere vid torget.
1996 spelade Lasse Flinckman in den på sin EP Flinckmans fyra .
Hårdrocksgruppen Black-Ingvars spelade 1995 in den på sitt medley "Whole Lotta Engberg", då i hårdrocksstil .